# Leo Howard
Leo Howard (Newport Beach, 13 luglio 1997) è un attore, artista marziale e modello statunitense.
Ha iniziato la propria formazione nelle arti marziali all'età di quattro anni e la carriera di attore all'età di sette anni. Howard incorpora le proprie abilità nel karate e nel wushu in diversi ruoli televisivi e cinematografici da lui interpretati, come quello del “giovane Snake Eyes” nel film d'azione del 2009 G.I. Joe - La nascita dei Cobra, in quello del “giovane Conan” nel film del 2011 Conan the Barbarian e nel film Logan del 2010. Howard è conosciuto soprattutto per il ruolo di “Jack” nella serie Disney XD Kickin' It - A colpi di karate, grazie alla quale è diventato il regista più giovane della TV. Dal 2019 al 2022 entra nel cast di Legacies nel ruolo di Ethan. Nel 2024 interpreta Tate Black nella soap opera Il tempo della nostra vita.

## Carriera

### Arti marziali
Howard ha sviluppato un interesse per le arti marziali all'età di tre anni, e ha iniziato a studiarle all'età di quattro anni quando i suoi genitori lo iscrissero in un dojo a Oceanside, in California. Un anno più tardi, i suoi genitori lo iscrissero in un altro dojo dove si è specializzato nello stile di karate di Okinawa dello Shōrin-ryū.  All'età di sette anni, ha iniziato a sviluppare le sue abilità nelle arti marziali estreme con l'aggiunta di ginnastica alla sua routine.
Howard ha iniziato la sua formazione nelle arti marziali con il campione del mondo Matt Mullins, che fece un'eccezione che permise a Leo di diventare il più giovane studente della sua classe. All'età di otto anni, Howard aveva già vinto tre campionati del mondo. La sua specialità è lo stile di karate Shorin-ryu, dove ha raggiunto il grado di cintura nera.
All'età di nove anni, Howard è diventato il membro più giovane a far parte del Mullins' Sideswipe Performance Team, ovvero un gruppo itinerante che intrattiene il pubblico di tutto il paese con una combinazione di arti marziali, danza e acrobazie.
Nel 2011 parla della sua esperienza nel team: - "Penso che sia questo che mi ha legato all'intrattenimento. Il mio ruolo cambiava, sono cresciuto come esecutore. È ok. Non ero bravo quando ho iniziato, loro facevano dei bei movimenti e poi poof!ecco un bambino che corre e fa karate. Per alcuni anni sono stato l'esecutore principale".

### Attore
Fin da giovane, Howard era un fan dei film di Bruce Lee e Chuck Norris, e ammirava la loro capacità di unire le arti marziali alla recitazione. All'età di sette anni, Howard disse a sua madre che voleva fare l'attore. Ad un torneo di arti marziali a cui Leo partecipò, fu notato da qualcuno che pensava che potesse avere il look giusto per entrare nel mondo dello spettacolo, ciò lo ha portato a lavorare come modello per pubbliche relazioni di stampa e poi come attore in spot pubblicitari. Nel 2010, Howard si espresse così ricordano il suo entusiasmo per l'entrata nel mondo dello spettacolo: - "Gli spot erano pazzi per me. Ottenere un ruolo negli spot è come ottenere un ruolo da protagonista in un film per me".
Nel 2005, Howard fece il suo breve debutto televisivo poco prima del suo ottavo compleanno come guest star su una serie USA Network, Detective Monk vestito come "Karate Kid" per Halloween, con la frase  "Magari lui ha paura del karate". Howard trascorse gli anni successivi eseguendo varie performance con il Team Sideswipe prima di tornare a recitare nel 2009. 
Nel 2009, Howard ha ottiene il suo primo ruolo stabile "Leo Little" intervistando i personaggi famosi ospiti della breve serie Disney channel Leo Little's Big Show. Nel mese di agosto dello stesso anno, Howard acquistò notorietà per le sue abilità nelle arti marziali quando apparve come un "giovane Snake Eyes", in una scena flashback nel film di azione e avventura G.I. Joe - La nascita dei Cobra, eseguendo tutte le sue tecniche. Più tardi, quello stesso mese, apparve come co-protagonista nel ruolo di "Laser", uno dei tre fratelli "Short" nel film per famiglie Il mistero della pietra magica, per il quale vinse, insieme al cast,  il premio Young Artist Award 2010, come "Miglior cast gruppo giovanile". 
Nel novembre del 2009, Howard ebbe un ruolo ricorrente come "Hart Hamlin" nella serie Disney XD, Zeke e Luther. Nel 2010 interpreta il ruolo di "Logan Hoffman" nel film Logan.
Nel mese di agosto del 2011, Howard ha interpretato il ruolo del "giovane Conan", mostrando ancora una volta tutte le sue abilità con la spada, nel film Conan the Barbarian. Questo film ha ricevuto recensioni contrastanti, tranne per Leo Howard che è stato elogiato per la sua performance dal critico cinematografico, Ty Burr del The Boston Globe: - "La star (Jason Momoa) è oscurata dal giovane tredicenne Leo Howard che interpreta il ruolo di Conan all'inizio del film".
Nel giugno del 2011, Howard ha ottenuto il suo primo ruolo da protagonista come Jack, un karateka adolescente che fa amicizia con un gruppo di ragazzi nella serie in onda su Disney XD, Kickin' It - A colpi di karate. Howard ha ricordato la sua reazione quando ha ricevuto la sceneggiatura per un provino, dicendo: - "ho visto che era uno spettacolo di arti marziali e ho pensato: 'oh, devo farlo assolutamente!'". Howard ricevette una fatturazione superiore, e grazie all'esecuzione di tutte le sue acrobazie, la serie divenne ben presto la numero uno di Disney XD nella storia della rete.
Nella 4 stagione di Kickin'it ha diretto l'episodio “Fight at Museum” che lo ha fatto entrare nel Guinness dei primati, come regista più giovane nella TV.
Nel 2024 entra nel cast principale della soap opera Il tempo della nostra vita nel ruolo di Tate Black figlio di Brady Black e Theresa Donovan sostituendo l'attore Jamie Martin Mann.

## Vita Personale
Leo Howard è nato a Newport Beach, in California da Randye e Todd Howard. Ha trascorso la sua infanzia a Fallbrook, nel nord di San Diego. Tuttora vive a Studio City un quartiere di Los Angeles, ha un programma di studio a casa, per via delle riprese di Kickin'it. Durante il tempo libero, suona la chitarra e il pianoforte, gli piace cucinare e collezionare armi antiche come spade e coltelli, il pezzo forte della sua collezione è il coltello di Conan preso alla fine delle riprese del film. Ha dichiarato di amare molto gli animali, ha un bulldog di nome Bella e presta volontariato nella clinica veterinaria locale. Nel 2023 si fidanza con l'attrice Natasha Hall e poi convolano a nozze il 9 settembre 2024.

## Premi
- Young Artist Award 2010 - Miglior cast gruppo giovanile

## Filmografia

### Cinema
- Aussie and Ted's Great Adventure, regia di Shuki Levy (2009)
- G.I. Joe - La nascita dei Cobra (G.I. Joe: The Rise of Cobra), regia di Stephen Sommers (2009)
- Il mistero della pietra magica (Shorts), regia di Robert Rodriguez (2009)
- Logan, regia di Kyle Lawrence e Caleb Doyle (2010)
- Conan the Barbarian, regia di Marcus Nispel (2011)
- Andròn: The Black Labyrinth, regia di Francesco Cinquemani (2015)
- Desideri proibiti, regia di Roland Joffé (2019)

### Televisione
- Detective Monk (Monk) – serie TV, episodio 4x02 (2005)
- Campi insanguinati (Children of the Corn), regia di Donald P. Borchers – film TV (2009) – voce
- Leo Little's Big Show – serie TV, 13 episodi (2009)
- Zeke e Luther (Zeke and Luther) – serie TV, episodi 1x16-2x12 (2009-2010)
- Kickin' It - A colpi di karate (Kickin' It) – serie TV, 81 episodi (2011-2015)
- A tutto ritmo (Shake It Up) - serie TV, 7 episodi (2013)
- Lab Rats (Lab Rats) - serie TV, 1 episodio (2015)
- Santa Clarita Diet - serie TV, 4 episodi (2018-2019)
- Why Women Kill – serie TV, 9 episodi (2019)
- Legacies - serie TV 30 episodi (2019-2022)
- The 100 - serie TV, episodio 7x08 (2020)
- Il tempo della nostra vita - soap opera (2024–in corso)

### Video musicali
- History di Olivia Holt

## Doppiatori italiani
Nelle versioni in italiano dei suoi lavori, Leo Howard è stato doppiato da:
- Luca Baldini ne Il mistero della pietra magica
- Alex Polidori in Kickin' It - A colpi di karate
- Gabriele Patriarca in A tutto ritmo
- Alessio Nissolino in Major Crimes
- Gabriele Lopez in The 100